# FBLN7
FBLN7 (англ. Fibulin 7) – білок, який кодується однойменним геном, розташованим у людей на 2-й хромосомі. Довжина поліпептидного ланцюга білка становить 439 амінокислот, а молекулярна маса — 47 376.
| 10         |  | 20         |  | 30         |  | 40         |  | 50         |
| ---------- |  | ---------- |  | ---------- |  | ---------- |  | ---------- |
| MVPSSPRALF |  | LLLLILACPE |  | PRASQNCLSK |  | QQLLSAIRQL |  | QQLLKGQETR |
| FAEGIRHMKS |  | RLAALQNSVG |  | RVGPDALPVS |  | CPALNTPADG |  | RKFGSKYLVD |
| HEVHFTCNPG |  | FRLVGPSSVV |  | CLPNGTWTGE |  | QPHCRGISEC |  | SSQPCQNGGT |
| CVEGVNQYRC |  | ICPPGRTGNR |  | CQHQAQTAAP |  | EGSVAGDSAF |  | SRAPRCAQVE |
| RAQHCSCEAG |  | FHLSGAAGDS |  | VCQDVNECEL |  | YGQEGRPRLC |  | MHACVNTPGS |
| YRCTCPGGYR |  | TLADGKSCED |  | VDECVGLQPV |  | CPQGTTCINT |  | GGSFQCVSPE |
| CPEGSGNVSY |  | VKTSPFQCER |  | NPCPMDSRPC |  | RHLPKTISFH |  | YLSLPSNLKT |
| PITLFRMATA |  | SAPGRAGPNS |  | LRFGIVGGNS |  | RGHFVMQRSD |  | RQTGDLILVQ |
| NLEGPQTLEV |  | DVDMSEYLDR |  | SFQANHVSKV |  | TIFVSPYDF  |  |            |

A: Аланін

C: Цистеїн

D: Аспарагінова кислота

E: Глутамінова кислота

F: Фенілаланін

G: Гліцин

H: Гістидин

I: Ізолейцин

K: Лізин

L: Лейцин

M: Метіонін

N: Аспарагін

P: Пролін

Q: Глутамін

R: Аргінін

S: Серин

T: Треонін

V: Валін

W: Триптофан

Задіяний у таких біологічних процесах, як клітинна адгезія, альтернативний сплайсинг. 
Білок має сайт для зв'язування з іоном кальцію, з молекулою гепарину. 
Локалізований у позаклітинному матриксі.
Також секретований назовні.